# Resolut1on
Роман Фоминок (укр. Роман Фомінок; род. 2 сентября 1996, Никополь, Днепропетровская область) — украинский киберспортсмен по Dota 2, более известный под никнеймом Resolut1on. Финалист The International 2016 и The International 2022.

## Биография
Роман родился в 1996 году в Никополе, Украина. Несколько лет занимался самбо, а потом увлёкся компьютерными играми. Фоминок играл во множество игр, среди которых Heroes of Might and Magic III, StarCraft, Warcraft, Quake и Counter-Strike, но позже сосредоточился на StarCraft и DotA.
В 15 лет Роман переехал в Киев. Днем он учился в школе, а по вечерам играл в компьютерных клубах. Чтобы приобрести новый компьютер для Dota 2, Роман в течение четырёх месяцев подрабатывал курьером. В 2013 году попал в первую профессиональную команду ICCup, где зарабатывал около 500 долларов в месяц — неплохие деньги для того времени. После этого Resolut1on сменил несколько коллективов, среди которых Virtus.pro и RoX, пока не закрепился в команде Team Empire, став её главной звездой. В составе Team Empire Resolut1on два раза попадал на главный турнир года The International в 2014 и 2015 годах, однако коллектив выступал там неудачно. Когда Team Empire не смогли квалифицироваться для участия на мейджоре в Шанхае, Фоминок решил покинуть команду.
В 2016 году Роман покинул европейский регион и присоединился к американской команде Digital Chaos. Несмотря на то, что команда выступала не лучшим образом, ей удалось пройти на International 2016 и стать главной неожиданностью турнира, заняв 2 место и выиграв 3,4 млн долларов. В следующем сезоне Digital Chaos не смогли получить место в финальной части The International. Роман Фоминок приехал на турнир в качестве аналитика, но благодаря стечению обстоятельств согласился сыграть за Team Empire и занял 8 место.
С 2017 по 2019 годы Фоминок сменил множество коллективов, не преуспев ни с одним из них. Он играл за OG, Effect, VGJStorm, Forward Gaming и J.Storm. После того как в 2019 году ему снова не удалось попасть на The International, Resolut1on решил вернуться в СНГ-регион. Роман присоединился к Virtus.pro, где стал играть на новой для себя роли офлейнера. Когда после нескольких побед (в частности, на ESL One в Лос-Анджелесе 2020 года) Virtus.pro распустили состав по Dota 2, Resolut1on перешел в HellRaisers. Новая команда не смогла пройти на The International 2021, состав распустили, а Фоминок решил взять перерыв в карьере из-за нехватки мотивации.
В мае 2022 года Resolut1on вернулся на про-сцену, временно присоединившись к Team Secret. После удачных выступлений на турнире Riyadh Masters и выхода на The International 2022 Роман стал полноценным игроком состава. На главном турнире года The International 2022 Роман во второй раз дошёл до финала, но проиграл команде Tundra Esports. В следующем сезоне DPC команда выступила очень неудачно, после чего Роман покинул Team Secret.